# أندريا سوتيل
أندريا سوتيل (بالإيطالية: Andrea Sottil) (4 يناير 1974 بفيناريا ريالي في إيطاليا - ) هو مدرب كرة قدم ولاعب كرة قدم إيطالي في مركز الدفاع. شارك مع منتخب إيطاليا تحت 18 سنة لكرة القدم ومنتخب إيطاليا تحت 21 سنة لكرة القدم. أما مع النوادي، فقد لعب مع أتالانتا وفيورنتينا ونادي ألساندريا ونادي أودينيزي ونادي تورينو ونادي جنوى ونادي ريجينا ونادي ريميني ونادي كاتانيا.